# Himen
|  | Per a altres significats, vegeu «Himen (déu)». |

L'himen és una membrana que envolta i cobreix parcialment l'orifici vaginal extern. Forma part de la vulva o els genitals externs. La grandària de l'obertura de l'himen augmenta amb l'edat. Tot i les creences populars no és possible confirmar amb certesa que una dona és verge mitjançant l'examen del seu himen. En les nenes un esquinçament de la membrana de l'himen es cura en general molt ràpidament; en les adolescents l'obertura de l'himen s'estén per causes naturals i la variació en la forma i l'augment de l'aparença. En les nenes, malgrat l'aparença habitual de l'himen en forma de mitja lluna, moltes altres variacions morfològiques són possibles. Després del part, la dona pot mantenir restes de l'himen, anomenat carunculae myrtiformes, o que l'himen sigui totalment absent. En els casos de sospita de violació o abús sexual, es pot realitzar un examen detallat de l'himen; però basar-se només en l'estat de l'himen és sovint inconcloent.